# 久保直樹
久保 直樹（くぼ なおき）は、日本の脚本家、映画監督である。自主映画作家としても活動している。

## 略歴
東京都出身（小中高は埼玉県上尾市）。大学を卒業後、株式会社文化工房へ入社。テレビ朝日の番組、『ニュースステーション』のスポーツコーナー編集を担当していた。
27歳の時から自主映画製作にも取り組み、自主映画受賞歴は
- 1990年 『ボーダーレス』（イメージフォーラムフェスティバルエクスペリメンタルイマジネーション賞）
- 1991年 『Tours』（神奈川映像コンテスト神奈川TV賞）
- 1992年 『バブル』（BJシネマだいすき映像大賞準グランプリ）
- 1993年 『トラッシュ』（ゆうばり国際ファンタスティック映画祭オフシアター部門グランプリ[2]）など。

制作会社ロコモーション時代にはいわゆるビデオ安売り王作品である「IWA JAPANプロレス 一軒家！家庭内暴力デスマッチ」、「ケンドーナガサキのバーリトゥード商店街」にも関わっている。
かつてはソフト・オン・デマンドで監督業を行っており、「マジックミラー号」シリーズの初代監督としても知られる。

## 作品リスト

### 脚本作品
- 餓狼伝（日本ビクター＝東北新社）[4]
- 学園怪談 (V)（ムーヴィ＝ジャパンホームビデオ）[5]
- こどものこわい話（バンダイ）
- 特撮ヒーロー『ボイスラッガー』（石ノ森章太郎原作）
- けものがれ、俺らの猿と（町田康原作　日本ビクター）
- ピストルオペラ（鈴木清順監督　2001年公開劇場用映画脚本協力）など。

### テレビ番組
- ニュースステーションなどテレビ朝日系列報道番組
- 奇跡体験!アンビリバボー（フジテレビ）
- 娘はやらんぞ!（フジテレビ特別番組）
- 脳みその具（テレビ東京）
- 新春芸能人宮古島マラソン（TBS）
- 特番シカゴ・ホープ（テレビ朝日）
- ベルリン駅伝（テレビ朝日）等の演出

### 監督作品
- あゝ!一軒家プロレス（ソフト・オン・デマンド）
  - 2008年　ザ・ショック・プルーフ映画祭公式オープニング招待（チェコ）
- 虚空～COCOO～　
  - 2007年　第10回IMF準入選
  - 2010年　藤原章Presents宮川ひろみ特集　PLANET＋1公開
  - 2010年　CINEDRIVE参加
- 名無しの十字架（2012年　全国公開　アークエンタテイメント配給）

※[MAY be HAPPY]の監督、久保直樹とは同姓同名で別人。

### 著作
- わが青春のマジックミラー号　AVに革命を起こした男（2016年、イースト・プレス）